# Phyllodonta furcata
Phyllodonta furcata är en fjärilsart som beskrevs av W. Warren 1894. Phyllodonta furcata ingår i släktet Phyllodonta och familjen mätare. Inga underarter finns listade i Catalogue of Life.